# Szymbark (Poméranie)
Pour les articles homonymes, voir Szymbark.
Szymbark est une localité polonaise de la gmina rurale de Stężyca située dans le  powiat de Kartuzy en voïvodie de Poméranie. Elle se trouve à environ 22 km au sud-ouest de Kartuzy et 48 km à l'ouest de la capitale régionale Gdańsk.

## Géographie

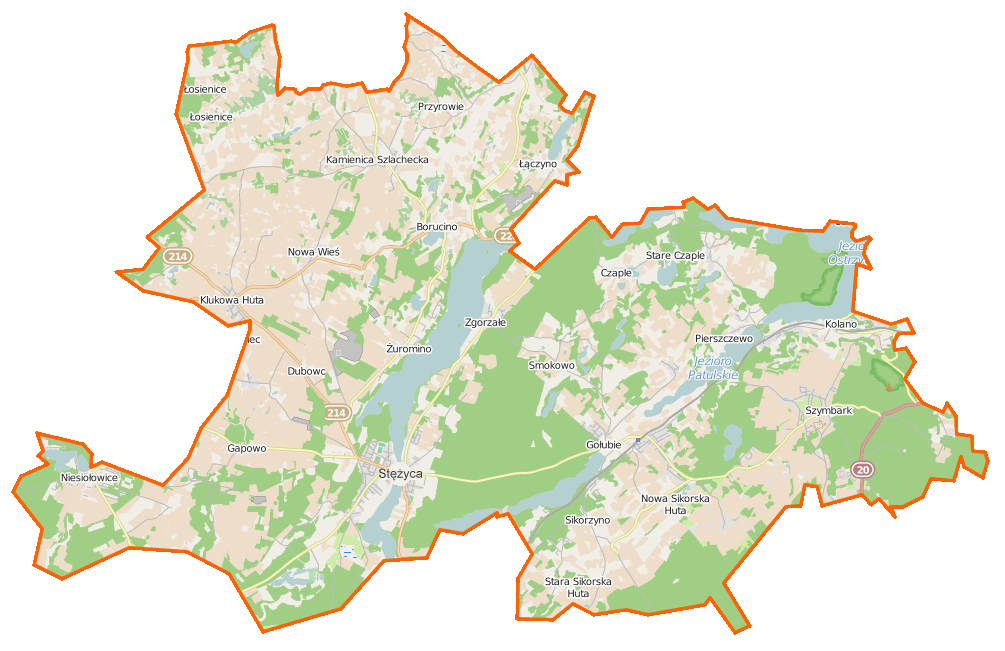
Carte de la gmina de Stężyca.